# Gasherbrum
Gasherbrum (en urdú: گاشر برم) és grup remot de muntanyes qsituats a l'extrem nord-est de la glacera de Baltoro, a la serralada del Karakoram, a la frontera entre la província xinesa de Xinjiang i el territori Gilgit-Baltistan del Pakistan. El massís conté tres de les muntanyes més altes del món, sent el Gasherbrum I la més alta de totes, amb 8.068 msnm.

## Toponímia
Es diu que Gasherbrum significa muntanya brillant, possiblement en referència a la molt visible cara del Gasherbrum IV; però, en realitat, en balti significa muntanya bonica de rgasha (bonic) i brum (muntanya).

## Història
El 1856 Thomas George Montgomerie, un tinent-enginyer real britànic i membre del Gran Projecte de Topografia Trigonomètrica de l'Índia, veié un grup de pics al Karakoram des d'una distància de 200 km. Va donar a cinc d'aquests cims el nom K1, K2, K3, K4 i K5 on la "K" feia referència a Karakoram.
Avui en dia el K1 és conegut com a Masherbrum, el K3 és el Broad Peak, el K4 el Gasherbrum II i el K5 és el Gasherbrum I. Sols el K2, la segona muntanya més alta del món, conserva el nom donat per Montgomerie.

## Geografia
| Pic            | Metres | Coordenades                                          | Prominència (m) |
| -------------- | ------ | ---------------------------------------------------- | --------------- |
| Gasherbrum I   | 8.068  | 35° 43′ N, 76° 42′ E / 35.717°N,76.700°E             | 2.155           |
| Broad Peak     | 8.047  | 35° 48′ 35″ N, 76° 34′ 25″ E / 35.80972°N,76.57361°E | 1.701           |
| Gasherbrum II  | 8.035  | 35° 45′ N, 76° 39′ E / 35.750°N,76.650°E             | 1.523           |
| Gasherbrum III | 7.952  | 35° 44′ N, 76° 38′ E / 35.733°N,76.633°E             | 355             |
| Gasherbrum IV  | 7.925  | 35° 44′ N, 76° 35′ E / 35.733°N,76.583°E             | 725             |
| Gasherbrum V   | 7.147  | 35° 43′ 45″ N, 76° 36′ 48″ E / 35.72917°N,76.61333°E | 654             |
| Gasherbrum VI  | 6.979  | 35° 42′ 30″ N, 76° 37′ 54″ E / 35.70833°N,76.63167°E | 520             |

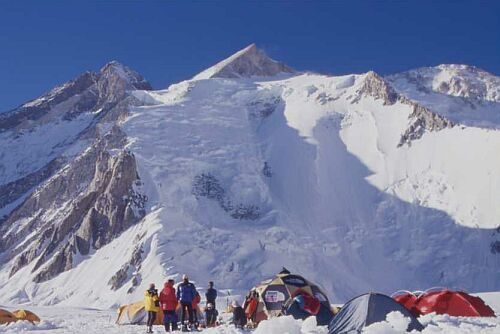
Gasherbrum II
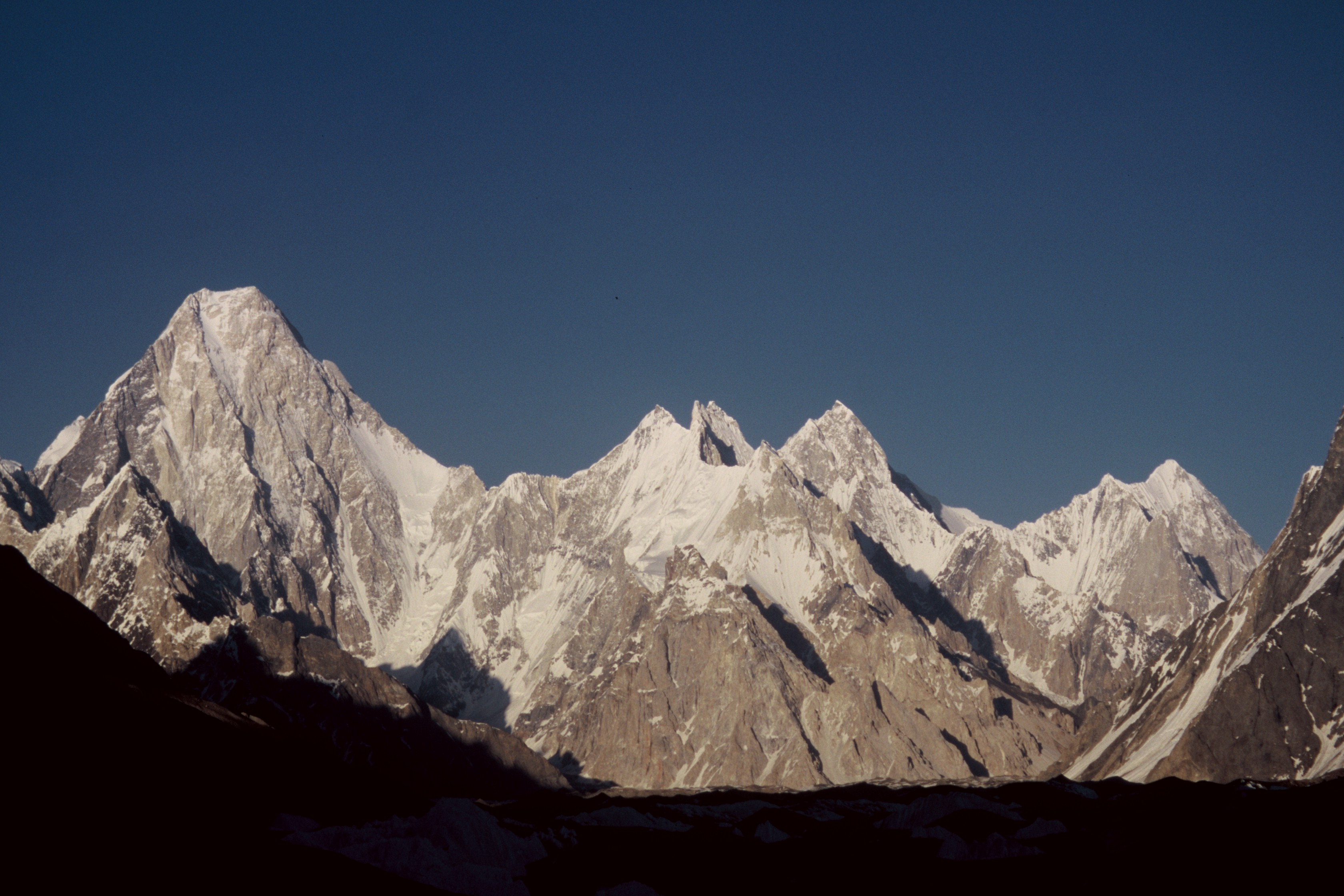
Gasherbrum Grupo del Gasherbrum IV, Gasherbrum V, i Gasherbrum VI
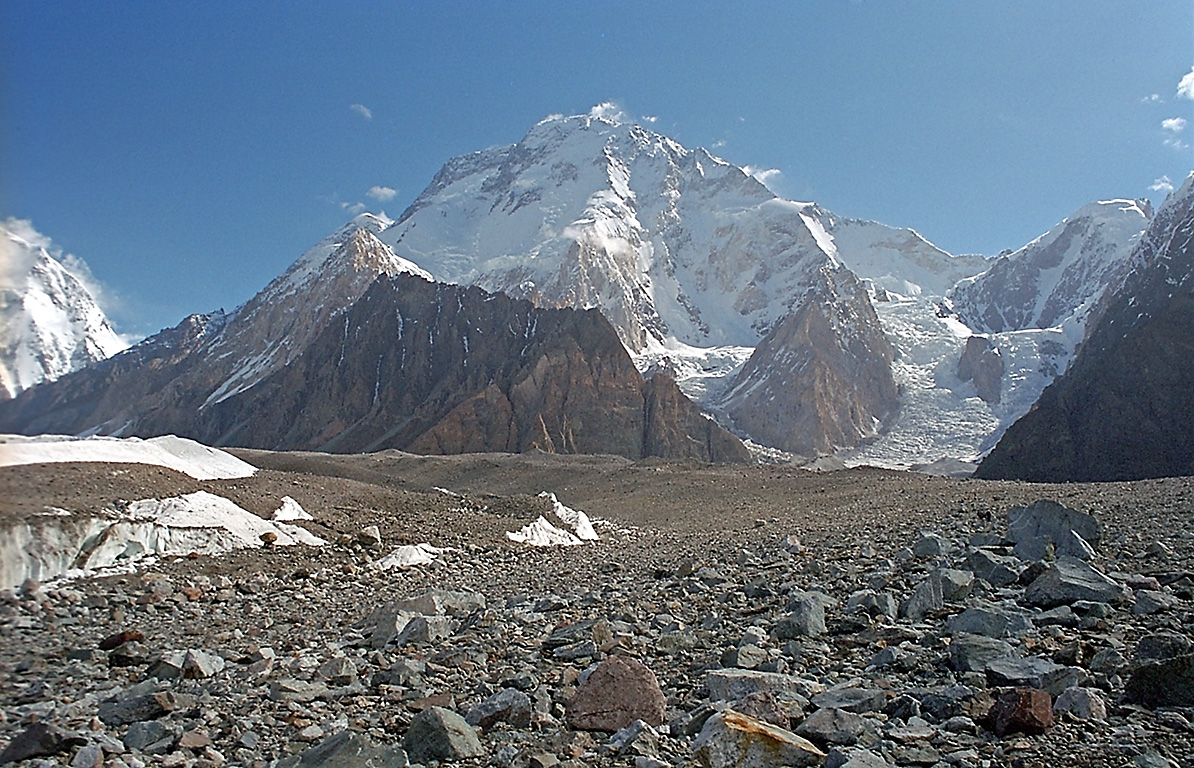
Broad Peak